# Franck Silvestre
Pour les articles homonymes, voir Silvestre.
Franck Silvestre, né le 5 avril 1967 à Paris, est un footballeur international français. Il occupe le poste de défenseur central.

## Biographie
D'ascendance guadeloupéenne, Franck Silvestre est incorporé au centre de formation du FC Sochaux-Montbéliard à 13 ans. En 1983, il fait partie de l'équipe de France juniors B1 aux côtés d'Alain Roche et Christophe Galtier. Il y fait toutes ses classes avant de débuter en Division 1 à 18 ans, le 27 septembre 1985, par une défaite au Parc des Princes contre le Paris-SG (1-4). En juin 1987, le club sochalien est relégué en Division 2. Mais ce n'était qu'un pas en arrière pour mieux rebondir, puisque la saison 1987-88 va s'avérer exceptionnelle avec une remontée immédiate en Division 1 où le club domine sans partage son groupe de Division 2 et avec en point d'orgue une finale épique de Coupe de France disputée face au FC Metz, malheureusement perdue aux tirs au but (1-1, 4 tirs au but à 5). Franck avait entretemps eu le temps d'inscrire une ligne à son palmarès avec le Championnat d'Europe Espoirs gagné face à la Grèce, (0-0 puis 3-0).
Franck connaît ensuite des fortunes diverses avec son club : si entre 1988 et 1990, le club sochalien se classe deux fois de suite 4e du Championnat, dispute une 1/2 finale de Coupe de France et un 1/16 de finale de Coupe de l'UEFA épique contre la Fiorentina de Roberto Baggio (avec un but de Franck contre les Luxembourgeois de la Jeunesse d'Esch au tour précèdent), le club joue le bas du tableau du championnat les saisons suivantes, notamment à cause des départs successifs de quelques cadres de l'équipe comme Stéphane Paille, Franck Sauzée ou encore Gilles Rousset.
Jugé alors indispensable par ses dirigeants, il restera longtemps bloqué à Sochaux et ne pourra pas forcément démontrer l'étendue de son talent avant son départ pour Auxerre à l'issue de la saison 1992-1993.
Néanmoins, pendant ses années sochaliennes, son talent ne laissera pas longtemps insensible le sélectionneur de l'Équipe de France de l'époque : Michel Platini. Ce dernier lui fera fêter sa première sélection lors d'un déplacement au Dalymount Park de Dublin contre l'Irlande le 7 février 1989 (0-0) et l'incorporera même dans la liste des 20 joueurs retenus pour l'Euro 92 en Suède, où Franck Silvestre sera relégué sur le banc des remplaçants.
En 1993, en rejoignant l'AJ Auxerre de l'emblématique Guy Roux, sa carrière connaît un rebond bénéfique. Les années auxerroises furent celles de la consécration, Franck disputant les trois coupes d'Europe (Ligue des champions, Coupe des Coupes et Coupe de l'UEFA), devenant Champion de France en 1996 et remportant la Coupe de France en 1994. Le seul point noir est un sévère carton rouge reçu en championnat qui le suspend automatiquement pour la finale de la Coupe de France en 1996. Ce qui l'empêche donc de profiter pleinement du doublé réalisé par le club auxerrois cette saison-là.
Après les fastes années auxerroises, en 1998 et un 1/4 de finale de Coupe de l'UEFA contre la Lazio Rome, il s'engage en faveur du Montpellier HSC de Louis Nicollin. Il y réalise entre autres deux excellentes saisons, en 1999 et en 2000, marquant au passage de nombreux buts décisifs. Saisons au cours desquelles il retrouvera même la Coupe d'Europe. Il est aussi promu capitaine par Michel Mézy pendant cette période, mais ne peut empêcher la descente en seconde division. Par la suite, il portera les couleurs du SC Bastia et de Sturm Graz.
Son dernier challenge avant sa retraite a été au FC Sète, ancien club phare du football français ayant perdu son lustre d'antan. La relève semble assurée puisque son fils ainé Amaury évolue également au sein du club héraultais.

Le 3 juin 2009, il organise son jubilé dans le stade du Gosier en Guadeloupe. Une sélection des amis de Franck Silvestre était opposé aux Gwada Boys.

## Statistiques
- 485 matches et 31 buts en Division 1
- 79 matches et 12 buts en Division 2
- 30 matches et 1 but en Bundesliga
- 4 matches en Ligue des Champions
- 2 matches en Coupe d'Europe des Vainqueurs de Coupe
- 21 matches et 3 buts en Coupe de l'UEFA

## Palmarès

### En club
- Champion de France en 1996 avec l'AJ Auxerre
- Vainqueur de la Coupe de France en 1994 et 1996 avec l'AJ Auxerre
- Vainqueur de la Coupe Gambardella en 1983 avec le FC Sochaux-Montbéliard
- Finaliste de la Coupe de France en 1988 avec le FC Sochaux-Montbéliard
- Finaliste de la Coupe Intertoto en 1997

### En équipe de France
- 11 sélections entre 1989 en 1992
- Champion d'Europe Espoirs en 1988 avec les Espoirs
- Vainqueur du Tournoi du Koweït en 1990

### Distinction individuelle et records
- Étoile d'Or France Football de Division 2 en 2001 avec le Montpellier HSC
- Membre de l'équipe-type de Division 1 en 1997
- Fait partie de l'équipe de France qui dispute 19 matchs sans défaite (entre mars 1989 et le 19 février 1992)
- Fait partie de l'équipe de France qui remporte tous les matchs des Éliminatoires du Championnat d'Europe de football 1992 (une première en Europe)

## Vie privée
Franck est marié à Cathy et père de deux enfants (Amaury et Quentin). Il est le cousin germain de Mikaël Silvestre.
D'autres membres de la famille Silvestre se sont signalés par leurs qualités footballistiques : Xavier Silvestre a intégré le centre de formation du FC Nantes au début des années 1990. Laurent Silvestre a évolué à Nantes, Montpellier, Alès, Fontenay-le-Comte.
Originaires de la Guadeloupe les Silvestre ont connu beaucoup de très bons joueurs amateurs, parmi lesquels José Sylvestre, Hugues Sylvestre (qui fut capitaine de la sélection de la Guadeloupe), appartenant à l'A.S. Gosier, Joël Sylvestre et Alex Sylvestre joueurs vedettes de l'Union Sportive Baie Mahaultienne (USBM) dans le début des années 1980.